# Conducción psíquica
La conducción psíquica (psychic driving en el inglés original) es un procedimiento de tortura psicológica y alteración de la conducta por el cual un sujeto, generalmente tras la administración de drogas, es expuesto a un mensaje auditivo repetitivo de forma ininterrumpida durante largos períodos de tiempo con el fin de que lo asimile de manera internalizada. Su uso fue experimentado por Donald Ewen Cameron en el Proyecto MK Ultra de la CIA en Canadá.

## Historia
Este método nació como parte de una investigación de Cameron para lograr el lavado de cerebro, destruir la personalidad de un sujeto y construir una nueva programación mental. Primero se aplicaría la llamada "despatronización" (depatterning), que utilizaba amplias sesiones de terapia electroconvulsiva combinada con grandes dosis de drogas psicodélicas con el fin de desmantelar la personalidad original, tras lo cual la conducción psíquica sería aplicada para establecer el nuevo perfil.
Los procedimientos de Cameron a menudo incluían aplicaciones peligrosas de electroconvulsión, llevadas a cabo incluso tras la aparición de síntomas convulsivos o de ataques en los pacientes, lo que evidentemente trascendía los límites éticos de cualquier experimento. Tales prácticas fueron mayormente abolidas antes de que la CIA se enfrentara a la comisión del senado en 1977 sobre sus experimentos de control mental. El docudrama de 1998 The Sleep Room, dirigido por Anne Wheeler, abordó estos expeimentos en detalle.
Se cree que la conducción psíquica, o algún método relacionado, podría haber querido ser usado por el psiquiatra de Hezbolá Aziz al-Abub en la mediática tortura del agente de la CIA William Francis Buckley en 1984, que dejó al aludido en estado semivegetativo antes de su ejecución.

## En la cultura popular
En la serie de televisión Hannibal (2013-2015), el Dr. Frederic Chilton emplea conducción psíquica en un paciente para convencerlo de que él es en realidad el antagonista de la serie. El Dr. Hannibal Lecter hace referencia más tarde al mismo procedimiento, aunque realizado mediante trances durante una sesión terapéutica y aprovechando la encefalitis del paciente, para convecerle de que es un asesino.